# Uragano di Cuba del 1910
L'uragano di Cuba del 1910 è stato uno dei disastri naturali più forte che abbia mai colpito l'isola. Classificato come categoria 4 sulla scala Saffir-Simpson, si originò come tempesta tropicale il 9 ottobre 1910 nel mar dei Caraibi, muovendosi in direzione nord-ovest, acquisì intensità e divenne un uragano tre giorni dopo. Dopo aver colpito l'estremità occidentale di Cuba, seguì un percorso ad anello in senso antiorario, raggiungendo la massima intensità il 16 ottobre e colpendo nuovamente l'isola. In seguito, attraversò la Florida e proseguì lungo la costa sudorientale degli Stati Uniti, per poi disperdersi in mare aperto.
Data la traiettoria inusuale, i primi rapporti riferivano di due tempeste che avevo colpito in successione Cuba, ma successive analisi confermarono che si trattava di un'unica tempesta. L'uragano causò la morte di almeno un centinaio di persone e notevoli danni sia a Cuba che in Florida.

## Storia meteorologica

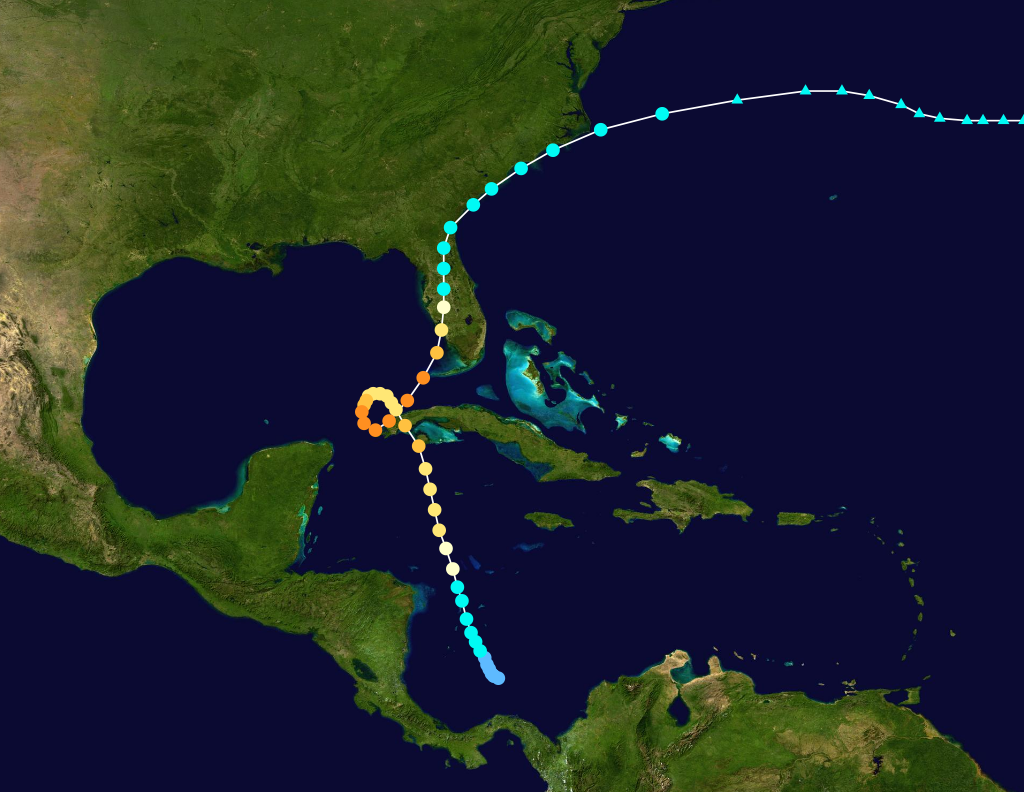
Percorso dell'uragano.

Il 9 ottobre la quinta depressione tropicale della stagione 1910 si formò da una perturbazione tropicale all'estremo sud del mar dei Caraibi, a nord di Panama. Raggiunse l'intensità di tempesta tropicale l'11 ottobre, per poi continuare a rafforzarsi e diventare un uragano il giorno successivo. Il 13 ottobre la tempesta è stata osservata a sud-ovest di Cuba. In poco tempo, il 14 ottobre, l'uragano raggiunse un'intensità corrispondente alla categoria 3 sulla scala Saffir-Simpson, scalando alla categoria 2 non appena raggiunse il golfo del Messico.
Guidato dalle correnti provenienti da un'area di alta pressione situata a nord, la tempesta iniziò a spostarsi verso nord-ovest e ad intensificarsi rapidamente sulle calde acque del Golfo, mentre effettuava uno stretto giro ad anello in senso antiorario. Il 16 ottobre i venti raggiunsero un picco di 240 km/h e una minima pressione barometrica di 924 mbar, portando l'uragano alla categoria 4 sulla scala Saffir-Simpson. L'uragano virò verso nord-est, avvicinandosi nuovamente alla costa occidentale di Cuba ed iniziando ad accelerare verso la Florida il 17 ottobre. La tempesta passò ad ovest rispetto a Key West e approdò sulla Florida vicino a Capo Romano. L'uragano si spostò in direzione nord, proseguendo nell'entroterra della penisola e perdendo intensità, fino ad essere declassato a tempesta tropicale già il 18 ottobre. Dal nord-est della Florida, la tempesta curvò la propria traiettoria verso nord-est, costeggiando gli Stati Uniti sud-orientali, prima di proseguire in pieno oceano Atlantico. Si stima che la tempesta si sia dissipata il 23 ottobre.
La particolarità della tempesta è legata al giro ad anello effettuato nel golfo del Messico a ovest di Cuba, tanto che i rapporti iniziali indicavano la presenza di due cicloni differenti. La rivista Monthly Weather Review descrisse l'evento come multiple perturbazioni, col primo uragano dissipatosi nel golfo del Messico dopo aver attraversato Cuba, mentre il secondo uragano formatosi in seguito e che aveva colpito la Florida. Venne successivamente riconosciuto come un unico uragano, anche grazie alle osservazioni che erano emerse durante l'evento.

## Impatto
I primi messaggi di allerta vennero emanati la mattina del 13 ottobre 1910 e destinati ai porti sul golfo del Messico e sull'oceano Atlantico. Vennero emanati per tutta la durata dell'evento, assieme alle informazioni circa la posizione, l'intensità e la traiettoria attesa.

### Cuba
L'uragano portò su Cuba forti venti e piogge torrenziali, che allagarono le strade e distrussero i raccolti. In particolare, la tempesta causò danni ingenti alle piantagioni di tabacco nella regione di Vuelta Abajo. Molte città furono gravemente danneggiate o distrutte; tra queste la città di Casilda, mentre la città di Batabanó fu inondata dalle acque alluvionali. L'uragano interruppe le comunicazioni con le zone interne.
Il 18 ottobre 1910 The New York Times scrisse che Cuba aveva subito, probabilmente, il più grande disastro materiale di tutta la sua storia fino a quel momento. Venne riportato che migliaia di contadini erano rimasti senza casa. Anche le perdite a L'Avana furono ingenti; lungo la riva erano affondate decine di navi mercantili. La tempesta danneggiò anche le merci immagazzinate sui moli e sulle chiatte locali. Le onde generate dalla tempesta furono molto alte e, abbattendosi sulle rive, inondarono le zone costiere, tanto da superare la diga marittima lungo El Malecón e inondando le zone residenziali.
Si stima che almeno 100 persone siano morte a Cuba, principalmente a causa delle frane che seguirono le piogge torrenziali. Tuttavia, alcuni rapporti arrivano a stimare fino a 700 vittime. Le stime iniziali dei danni economici causati dalla tempesta ammontavano a milioni di dollari, dei quali 1 milione solo a L'Avana, in gran parte dovuti alla distruzione dei capannoni della dogana, pieni di merci di valore. Alcuni di questi edifici furono spazzati via a mezzo miglio di distanza e i venti strapparono il tetto dal magazzino principale.

### Florida

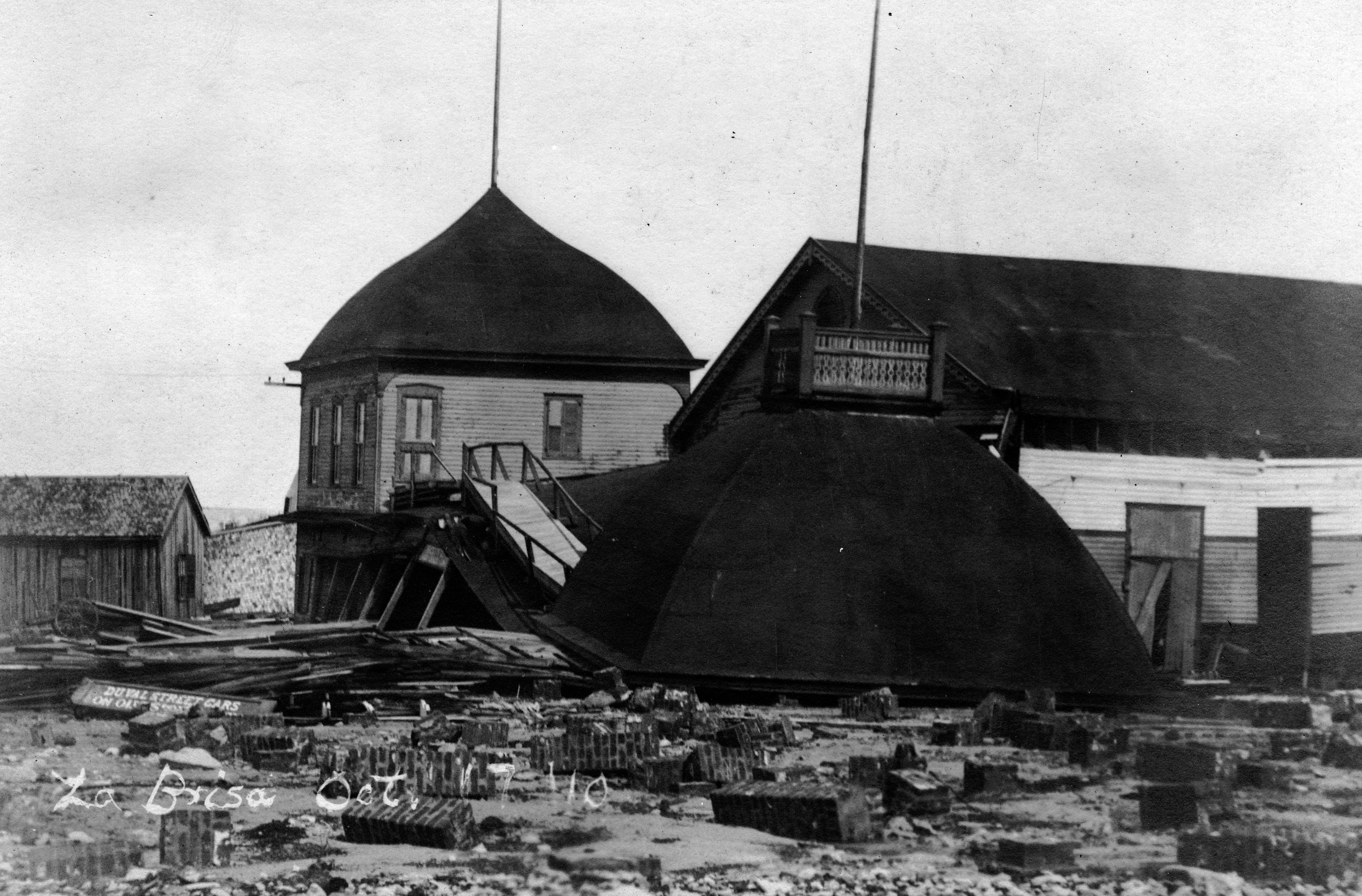
La Brisa, un edificio distrutto dall'uragano a Key West.

A Key West la pressione cominciò a diminuire alla mezzanotte del 12 ottobre, mentre la tempesta si avvicinava da sud-ovest. Alla sera del 13 ottobre iniziò a piovere con intensità e i venti si intensificarono, raggiungendo gli 80 km/h il giorno dopo. Le raffiche raggiunsero i 180 km/h, le onde di marea arrivarono a 4,6 m sopra il normale livello e le mareggiate nell'area raggiunsero livelli "insolitamente alti". Molti moli andarono distrutti e il 17 ottobre il seminterrato dell'ufficio del Weather Bureau fu sommerso dall'innalzamento delle acque. Prima che il pluviometro andasse perso, furono registrati 99 mm di precipitazioni. Lungo le coste meridionali e occidentali di Key West gli edifici vennero gravemente danneggiati e in alcuni casi completamente distrutti; La Brisa, una grande struttura adibita a luogo di intrattenimento, venne distrutta. Una donna e due dei suoi figli annegarono mentre tentavano di fuggire dalla loro casa. Il danno complessivo in tutte le Florida Keys venne stimato in un valore di circa 250000 $. 
Mentre la tempesta avanzava verso ovest, Tampa e le località limitrofe iniziarono a subirne gli effetti. Forti venti da nord-est spinsero l'acqua fuori dalla baia di Tampa al livello più basso mai registrato. Il barometro misurò una pressione di 961 mbar e onde altissime si abbatterono sulla costa da Flamingo a Capo Romano. Le onde proseguirono il loro percorso verso l'interno, costringendo i sopravvissuti a salire sugli alberi per salvarsi. A nord di Tampa, gli effetti dell'uragano furono moderati o leggeri, mentre nella parte sud-occidentale dello stato della Florida i danni furono più gravi. Una parte del raccolto locale di agrumi andò distrutta. I danni alla proprietà furono notevoli da Tampa a Jacksonville e i forti venti strapparono i tetti delle case e fecero crollare alcune strutture.

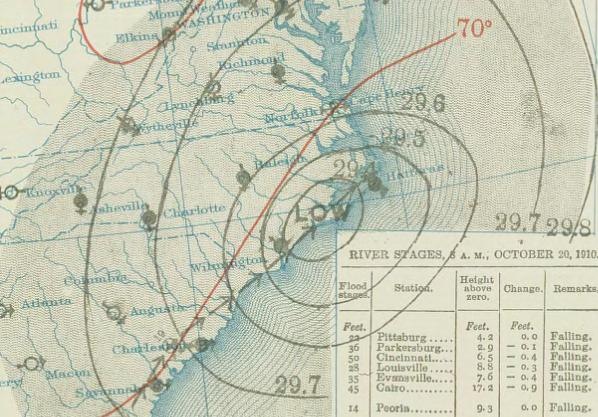
Mappa meteorologica del 20 ottobre 1910.

Una goletta a quattro alberi, chiamata Holliswood, rimase in balia della tempesta nel golfo del Messico. La nave era partita da New Orleans il 1º ottobre, trasportando legno di cipresso. L'equipaggio affrontò la tempesta per giorni, finché prese la decisione di tagliare gli alberi per evitare di scuffiare; la nave venne poi spinta fuori rotta per miglia. Il battello a vapore Harold andò in soccorso e salvò l'equipaggio, eccetto il capitano che rimase a bordo, finché la Parkwood lo salvò il 20 ottobre successivo. Sette persone morirono per l'affondamento di diverse golette cubane a Punta Gorda, mentre altre persone morirono travolte dai fiumi in piena. Il piroscafo francese Louisiane si arenò con 600 passeggeri a bordo, che vennero poi salvati dal cutter Forward.
I danni sulla costa atlantica della Florida furono meno gravi, sebbene a Jupiter l'ufficio meteorologico riportò pioggia ininterrotta dal 3 al 13 ottobre e un cumulato di 151 mm. Quando giunse la tempesta i torrenti e i boschi erano già pieni d'acqua, e la pioggia caduta dal 14 al 18 ottobre ammontò a 362 mm, facendo crescere il livello dei fiumi di 2,4 m, ma senza portare a gravi inondazioni poiché il livello del mare era rimasto stabile. Nel suo cammino nell'entroterra della Florida, la tempesta passò ad ovest rispetto a Jacksonville, causando danni limitati e inondazioni nelle zone costiere. Piccole inondazioni colpirono anche gli stati della Georgia e della Carolina del Sud. Il 18 ottobre leggere precipitazioni cominciarono a cadere a Savannah, accompagnate dall'aumento dell'intensità del vento, che raggiunse i 110 km/h il giorno successivo. Danni minori vennero registrati a Charleston, nella Carolina del Sud.